# Tjärdalstjärnarna (Jokkmokks socken, Lappland, 737944-167357)
Tjärdalstjärnarna är en sjö i Jokkmokks kommun i Lappland och ingår i Luleälvens huvudavrinningsområde.